# Hydnocarpus pentandrus
Hydnocarpus pentandrus är en tvåhjärtbladig växtart som först beskrevs av Buch.-ham., och fick sitt nu gällande namn av Lorenz Oken. Hydnocarpus pentandrus ingår i släktet Hydnocarpus och familjen Achariaceae. Inga underarter finns listade i Catalogue of Life.

## Bildgalleri

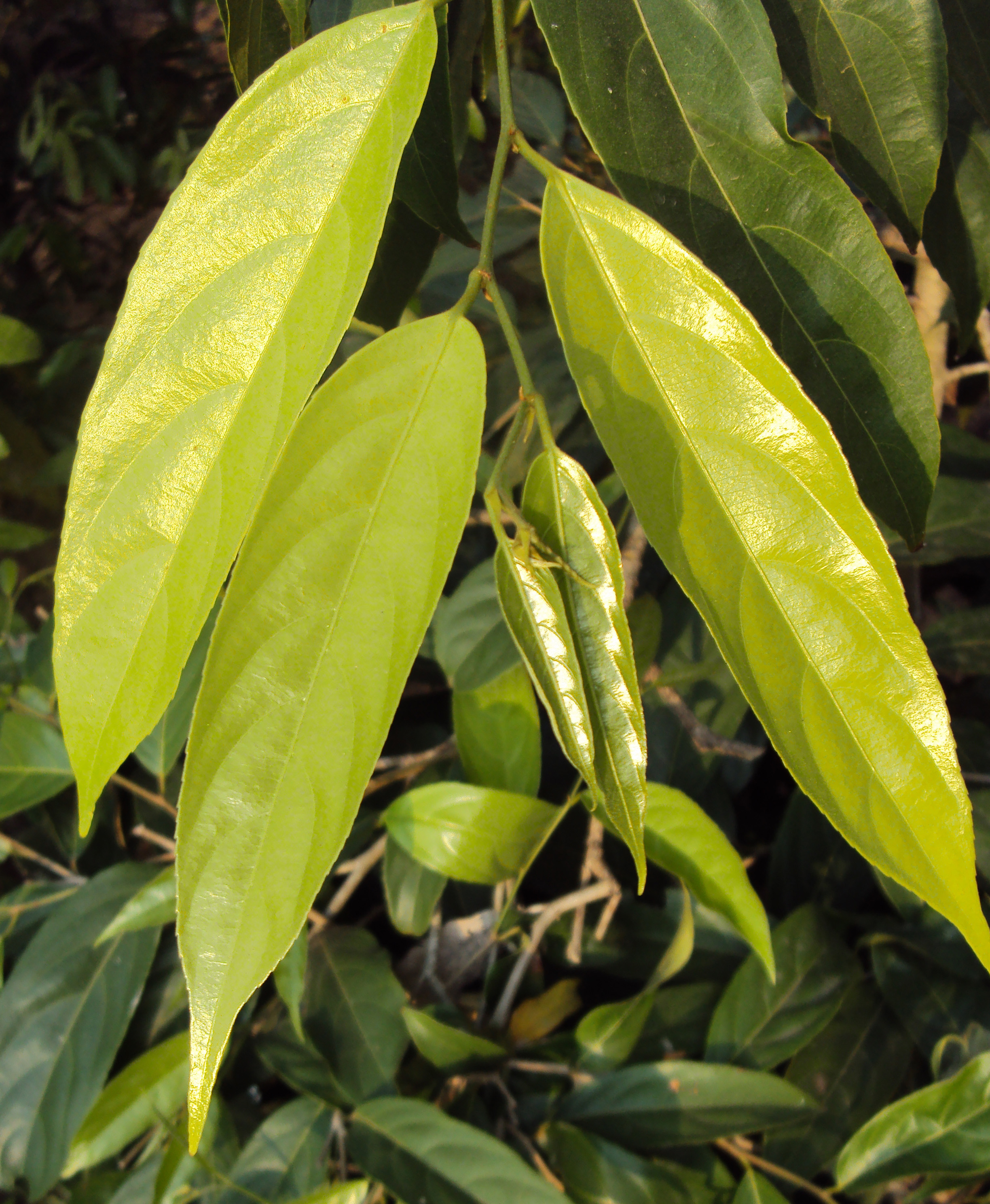
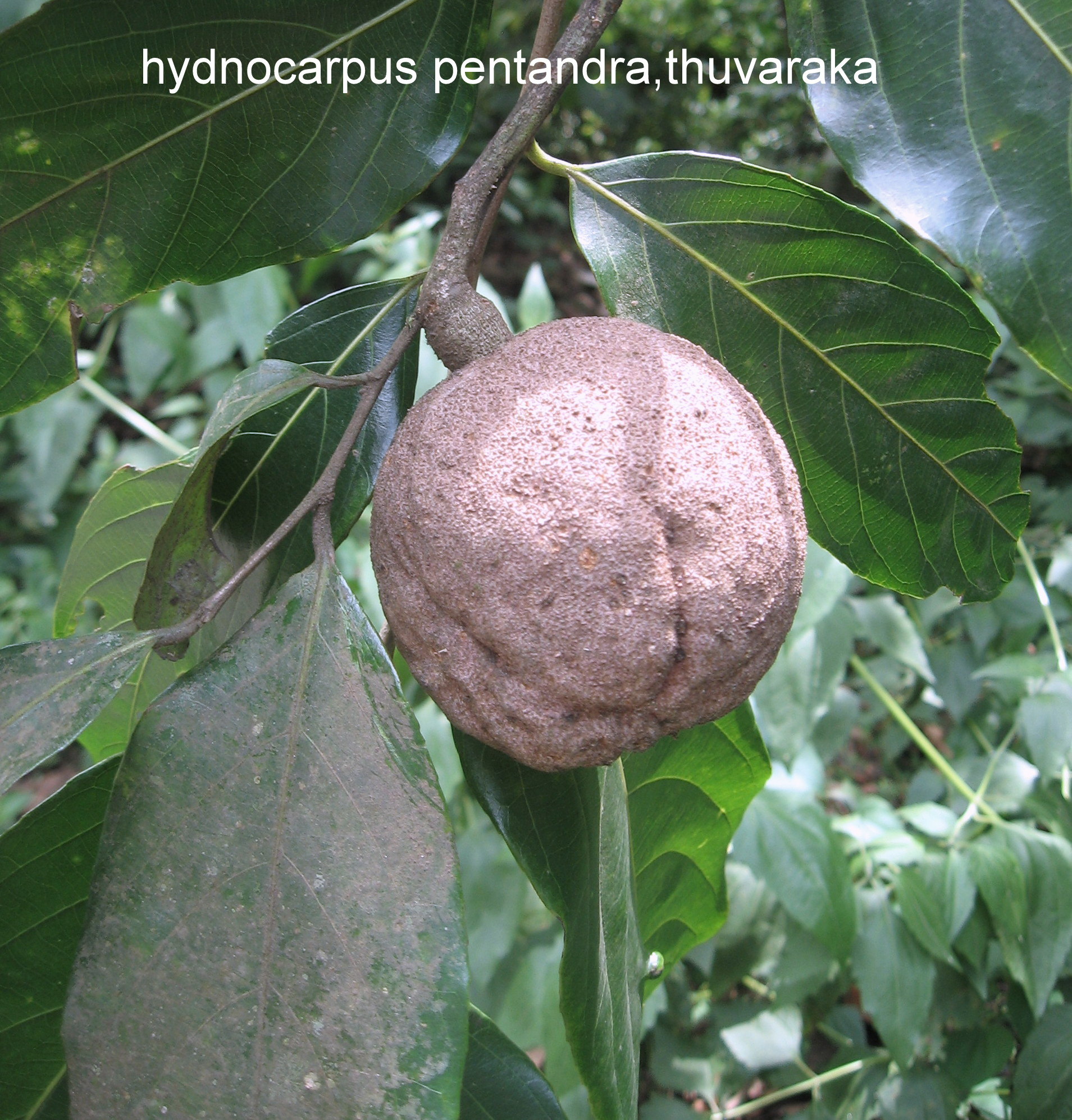
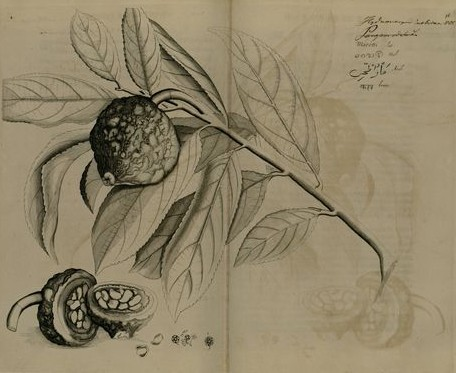